# Jackee Budesta Batanda
Jackee Budesta Batanda est une journaliste, écrivaine et entrepreneure ougandaise,,.

## Biographie
Née à Kampala, d'origine Samia, et de langue luganda, Batanda a obtenu un diplôme de l'université Makerere et une maîtrise de l'université du Witwatersrand d'Afrique du Sud. Elle écrit depuis les années 2000 en tant que journaliste indépendant pour des journaux ougandais, comme New Vision et Daily Monitor, et en tant qu'auteur de fiction.  Ses textes sont également publiés dans des magazines au Royaume-Uni et aux États-Unis. Certaines de ses nouvelles ont été lues sur les ondes de la BBC. Elle est membre de l'association Femrite, regroupant de nombreuses femmes ougandaises ayant fait de l'écriture leur métier. En fiction, elle écrit essentiellement des nouvelles, où elle évoque notamment les années marquées par les conflits en Ouganda, et les camps de réfugiés.  Elle a reçu plusieurs prix et a été sélectionnée dans les 39 auteurs jugés particulièrement prometteurs, en 2014, dans le cadre du projet Africa39.

## Publications

### Essais
- (en)"Seeking Freedom Among the Ruins: A Narrative of the Life and Work of Shukrije Gashi", Joan B. Kroc Institute for Peace and Justice, March 2007.
- (en) "For Our Children", in Tears of Hope, a Collection of Short Stories by Ugandan Rural Women, Femrite Publications, 2003 (ISBN 978-9970700028)

### Nouvelles
- (en)"The Thing That Ate Your Brains", in Behind The Shadows. Contemporary Stories from Africa and Asia, Rohin Chowdhury and Zukiswa Wanner, 2012
- (en)"My Mother Dances in the Dark", in Speaking for the Generations: An Anthology of Contemporary African Short Stories, Dike Okoro, 2010 (ISBN 978-1592217199)
- (en)"1 4 the Road…till 4am", in Butterfly Dreams and Other Stories from Uganda, Typhon media, 2010 (ISBN 9789881516589)
- (en)"Remember Atita", in Dancing with Strangers: Stories from Africa, Oxford University Press, 2008 (ISBN 9780194791977)
- (en) "A Pocket Full of Dreams", in Dreams, Miracles and Jazz, Picador Africa, 2008 (ISBN 9781770100251)
- (en) "Dora's Turn", in Cries from the Heart: Stories from Around the World, Oxford University Press, 2008 (ISBN 978-0194790840)
- (en) "Dance with Me", in Gifts of Harvest, Femrite Publications, 2006 (ISBN 978-9970700042)
- (en) "Stella", in The Big Picture, Lancaster Litfest Publications, 2005 (ISBN 978-0954088095)
- (en) "Life Sucks…Sometimes", in Seventh Street Alchemy, Jacana Media (Pty) Ltd, 2005, 228 p. (ISBN 978-1-77009-145-0, lire en ligne)
- (en) "Dance with me", in Michael's Eyes: The War Against the Ugandan Child, Umea, Sweden: Institutionen for moderna sprak Umea universitet, 2005 (ISBN 9173059897)
- (en) "A Job for Mundu", in Words from a Granary, Femrite Publications, 2001 (ISBN 9789970700011)
- (en) "Waiting on the frangipani tree", in Per Contra, 2012
- (en) "Doing nothing"
- (en) "Remember Atita "
- (en) "The Rule of the Game", in Forma Fluens, October 2010
- (en) "Holding on to the Memories", in Feminist and Online Scholar Journal, 2009
- (en)"Aciro's Song", in Wasafiri, June 2007, and Edinburgh Review, August 2006
- (en)"The Rule of the Game" in Crossing Borders Magazine, October 2006
- (en)"I Took her a Hibiscus", in The Sunday Monitor, December 2005
- (en)"City Link", in Moving Worlds journal, December 2005
- (en)"Dora's Turn", Commonwealth Broadcasting Association (CBA) CD, October 2004
- (en)"Bahati from Bunia", in World View, June–August, 2004
- (en)"It was Eden", in Masscom Online, 2002
- (en)"Four Sweets Please", in Dhana, March 2002
- (en)"Tears of Sky", in New Era Magazine, 2002
- (en)"Radio Africa", in Win Magazine, September 2001